# Franco Causio
Franco Causio (Lecce, 1949. február 1. –) világbajnok olasz labdarúgó-középpályás, az 1970-es, 1980-as években a Juventus játékosa.

## Pályafutása

### Klubcsapatokban
1964–65-ben a Lecce, 1965–66-ban a Sambenedettese, 1966 és 1968 között a Juventus , 1968–69-ben a Reggina, 1969–70 -ben a Palermo labdarúgója volt. 1970 és 1981 között ismét a Juventus csapatában szerepelt, ahol hat olasz bajnoki címet és egy kupagyőzelmet ért el. Tagja volt az 1976–77-es idényben UEFA-kupagyőztes együttesnek.  1981 és 1984 között az Udinese, 1984–85-ben az Internazionale, 1985–86-ban a Lecce játékosa volt. 1986 és 1988 között a Triestina csapatában fejezte be az aktív játékot.

### A válogatottban
1972 és 1983 között 63 alkalommal szerepelt az olasz válogatottban és hat gólt szerzett. Három világbajnokságon (1974, 1978, 1982) és egy Európa-bajnokságon (1980) vett részt. Az 1982-es spanyolországi világbajnokságon tagja volt az aranyérmes csapatnak.

## Sikerei, díjai
Olaszország
- Világbajnokság
  - világbajnok: 1982, Spanyolország

 Juventus
- Olasz bajnokság (Serie A)
  - bajnok (6): 1971–72, 1972–73, 1974–75, 1976–77, 1977–78, 1980–81
- Olasz kupa (Coppa Italia)
  - győztes: 1977
- Bajnokcsapatok Európa-kupája (BEK)
  - döntős: 1972–73
- UEFA-kupa
  - győztes: 1976–77